# Tolui
Tolui Kan, también escrito como Toluy o Tului -en cirílico mongol: Толуй; en sinogramas 拖雷, Tuōléi- (c. 1190-1232) era el cuarto hijo de Gengis Kan. Su dominio territorial, a la muerte de su padre en 1227, fue la actual Mongolia, donde desempeñó el cargo de administrador civil mientras se confirmó a Ogedei como segundo Gran Kan.
Tolui se distinguió durante las campañas contra la dinastía Jin (1115-1234) y el Imperio corasmio, donde fue importante su participación en la captura y masacre en Merv. Su esposa más conocida fue la cristiana nestoriana Sorgaqtani y su hijo fue el gran kan Kublai.
Tras su muerte, su hijo Möngke le recompensó póstumamente con el título de Gran Kan en 1252.